# فرانسیسکو هرواس
فرانسیسکو مانوئل هرواس تیرادا (اسپانیایی: Francisco Manuel Hervás Tirada‎) (زاده ۷ مارس ۱۹۶۲ در سویا) بازیکن سابق و مربی فعلی والیبال اهل اسپانیا است.
هرواس در مجموع ۳۱۲ بازی ملی در کارنامه خود دارد. او پس از بازنشستگی از بازی کردن در سال ۱۹۹۷ مربی تیم ملی والیبال زنان اسپانیا شد و در ۲۰۰۰ به سرمربی تیم تیم ملی والیبال مردان اسپانیا تبدیل گشت و تا ۲۰۰۶ در این سمت باقی ماند و در سال ۲۰۱۰ باز هم به اسپانیا برگشت و به عنوان دستیار خولیو ولاسکو فعالیت کرد.